# Cama-roig (grup de bolets)
Els cama-roigs són cama-secs micorrízics i pioners, per la qual cosa els trobarem creixent en marges de clarianes i de camins, com també en boscos oberts i joves o camins poc transitats. També en dunes arbrades.
Són bolets força corrents en els nostres boscos. El grup és constituït per un nombre d’espècies molt reduït i totes pertanyen al gènere Laccaria.
Són de superfície seca, mai viscosa, làmines rosades o morades, separades i adnates, mai decurrents.
Per a una correcta identificació, cal tractar amb material molt fresc i ben conservat després de la recol·lecció (capsetes de plàstic). Un caràcter a definir és l’olor i el color del toment adherit al peu.

## Espècies de cama-roig
Espècies de cama-roigs:
- Laccaria affinis, cama-roig
- Laccaria proxima, cama-roig aspre
- Laccaria bicolor, cama-roig bicolor
- Laccaria pumila, cama-roig de salze
- Laccaria laccata, cama-roig llis
- Laccaria amethystina, cama-roig morat
- Laccaria tortilis, cama-roig tortuós